# Baczo Kiro (jaskinia)
Baczo Kiro (bułg. Бачо Киро) – jaskinia znajdująca się w Bułgarii, w pobliżu miasta Drjanowo. Paleolityczne stanowisko archeologiczne. W 2020 r. odkryto w niej najstarsze w Europie szczątki Homo sapiens datowanie nawet na okres 47 000 lat temu. Swoją nazwę, nadaną na cześć bułgarskiego bohatera narodowego Baczo Kiro, otrzymała w 1940 roku. Jaskinia znajduje się na liście 100 obiektów turystycznych Bułgarii.
Jaskinia ulokowana jest w odległości zaledwie 300 m od monastyru drjanowskiego. Znajduje się pod zbudowanym z wapienia klifem o wysokości 25 m. Składa się z ciągu korytarzy i galerii o długości ponad 3,5 kilometra. W latach 70. XX w. prace na stanowisku prowadziła wspólna polsko-bułgarska misja archeologiczna.
W trakcie prac archeologicznych odsłonięte zostały warstwy związane z kulturą mustierską oraz jedne z najwcześniejszych śladów kultury oryniackiej z okresu ok. 43-38 tys. lat temu. W warstwie mustierskiej znaleziony został datowany na ok. 46 tys. lat temu fragment kości zwierzęcej, pokryty najstarszym znanym ornamentem rytym. Przez długi czas naukowcy nie byli pewni czy odkrywane w warstwach kulturowych szczątki ludzkie takie jak fragmenty żuchwy, miednicy, kości długich lub zęby należały do Homo sapiens czy Homo neanderthalensis. Dopiero zespół pod przewodnictwem Jean-Jacques’a Hublina ustalił, że należały one do Homo sapiens, stając się tym samym najstarszymi śladami ich obecności w Europie.